# Stazione di Sondrio
La stazione di Sondrio è la stazione ferroviaria della linea Tirano-Lecco, a servizio dell'omonima città.

## Storia
La stazione fu aperta il 16 giugno 1885 a seguito dell'inaugurazione della Colico-Sondrio. Lo scalo, come il resto della linea, faceva parte della Rete Adriatica, affidata in gestione alla Società Italiana per le strade ferrate meridionali.
Il 29 giugno 1902 la stazione divenne capotronco della linea per Tirano, esercita dalla Società Ferrovia Alta Valtellina (FAV).
In conseguenza della statalizzazione delle ferrovie, la linea per Lecco e la stazione passarono all'esercizio delle Ferrovie dello Stato. Nel 1970 l'azienda statale assunse anche la gestione della linea per Tirano.
Dal 2001 entrambe le linee passarono sotto la gestione di Rete Ferroviaria Italiana.

## Strutture e impianti
La stazione ospita 3 binari per il traffico passeggeri e 7 binari di scalo.
Nell'estate del 2023 la stazione e ha subito ingenti lavori di riqualifica.
Il fabbricato dei servizi igienici, ampliato nel 2009, è situato lato Milano dopo una piccola area verde.
Di fronte, oltre i binari, è presente il deposito locomotive, che accoglie mezzi storici del gruppo ALe 883 in stazionamento.
Lato Tirano, in edifici distaccati, sono presenti l'ex sede della Polfer, lo scalo merci, non più in uso, l'accesso al sottopassaggio per i binari 2 e 3, l'autostazione, il parcheggio comunale del Policampus e il campus scolastico.

## Movimento

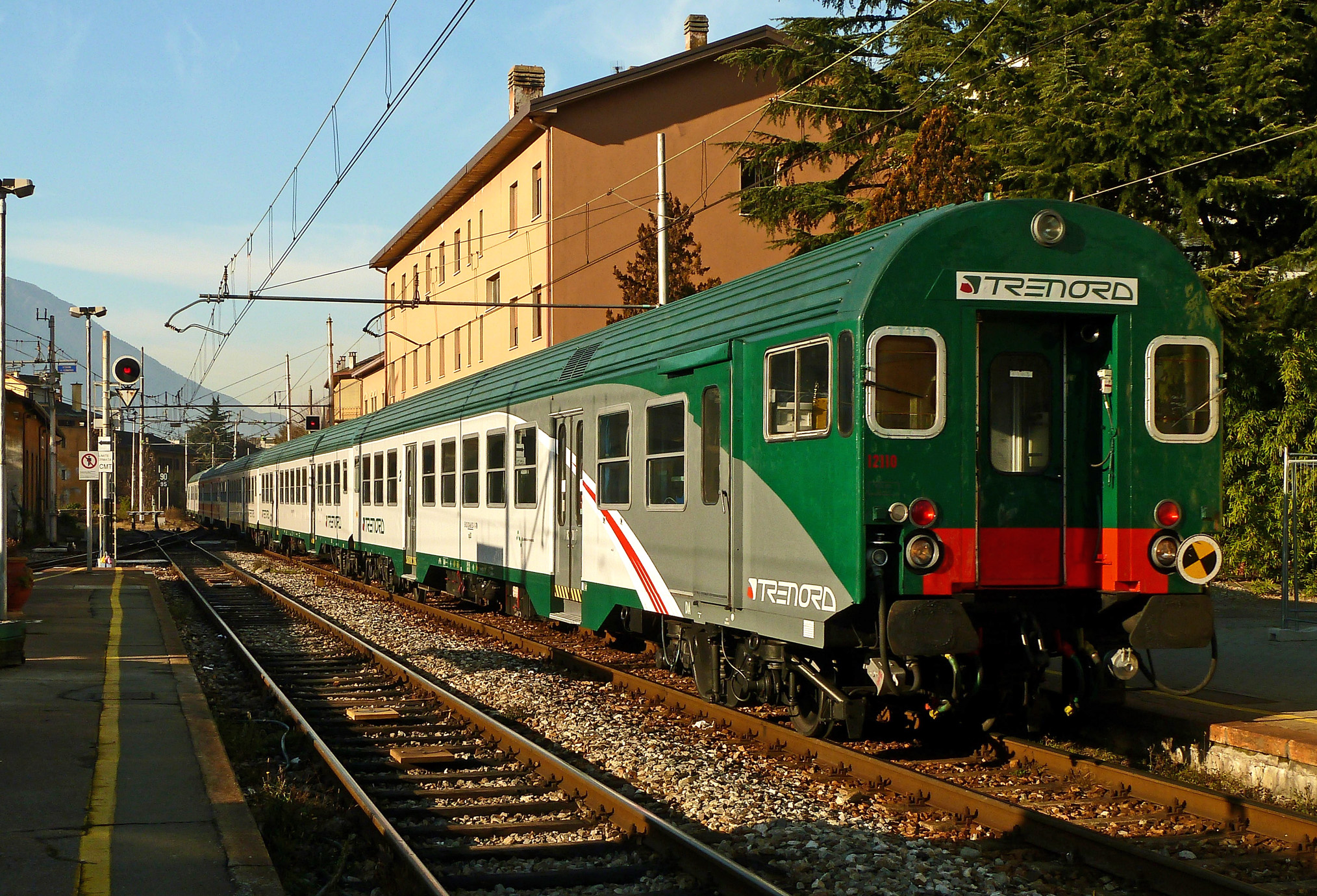
Il lato binari

La stazione è servita da treni regioexpress della linea RE8 Milano-Lecco-Tirano ed è luogo d'origine dei treni regionali della linea R13 per Lecco (nei giorni festivi alcune corse vengono prolungate fino alla stazione di Milano Porta Garibaldi) e della linea R12 per Tirano.

## Servizi
La stazione dispone di:
- Biglietteria a sportello
- Biglietteria automatica
- Sala d'attesa con monitor per le partenze dei treni
- Servizi igienici
- Bar
- Annuncio sonoro per l'arrivo, la partenza dei treni
- Parcheggio auto, moto e biciclette
- Sottopassaggio

## Interscambi
Presso il piazzale antistante il fabbricato viaggiatori è presente un servizio taxi e il capolinea delle linee urbane 1, 2, 3, Arquino e Triasso gestite dalla Gianolini.
Nelle vicinanze della stazione, è presente l'autostazione della STPS (Società trasporti provincia di Sondrio)
- Fermata autobus urbani
- Autostazione
- Stazione taxi